# Phyllanthus celebicus
Phyllanthus celebicus là một loài thực vật có hoa trong họ Diệp hạ châu. Loài này được Koord. miêu tả khoa học đầu tiên năm 1898.